# كيندال غراي
كيندال غراي (بالإنجليزية: Kendall Gray)‏ مواليد 5 مايو 1992 في ميرسيد، هو لاعب كرة سلة أمريكي. بدأ مسيرته الاحترافية في سنة 2015. يلعب في الدوري البولندي لكرة السلة كلاعب وسط. يحمل الرقم 8. يبلغ طوله 6 قدم 10 بوصة (2.1 م). لعب مع ميدي بايرويت في الدوري الألماني لكرة السلة.

## روابط خارجية
- كيندال غراي على موقع كرة السلة الأوروبية.كوم (الإنجليزية)
- كيندال غراي على موقع كلية كرة السلة في سبورتس رفرنس.كوم (الإنجليزية)
- كيندال غراي على موقع ريلجم (الإنجليزية)
- كيندال غراي على موقع بروبوليرز (الإنجليزية)
- كيندال غراي على موقع سبورتس رفرنس (الإنجليزية)